# Selected Ambient Works 85-92
Selected Ambient Works 85-92 (często skracane do SAW85-92 albo po prostu SAW 1) – pierwsza studyjna płyta (trzecie wydawnictwo w ogóle) muzyka elektronicznego Richarda D. Jamesa pod aliasem Aphex Twin. Została wydana 12 lutego 1992 roku nakładem wytwórni Apollo Records z Belgii. Reedycje z 2006 (analogowy remastering) i 2008 (cyfrowy remastering; na CD) roku ukazały się nakładem wytwórni R&S Records.
Informacja o tym albumie jest zawarta w książce 1001 Albums You Must Hear Before You Die (1001 albumów, które musisz usłyszeć zanim umrzesz).
Kontynuacją albumu było Selected Ambient Works Volume II z 1994 roku.

## Struktura
Chociaż utwory na płycie są przeważnie instrumentalne, to na kilku z nich: Tha, Xtal i Actium występują wokale (w przeciwieństwie do SAW II). SAW 1 dużo bardziej skupia się też na rytmie niż druga część tej serii. "We Are the Music Makers" zawiera sampel z filmu Willy Wonka i fabryka czekolady. "Green Calx" zawiera zapożyczenia z filmu RoboCop, utworu Fodderstompf grupy Public Image Ltd, a także sceny początkowej filmu Johna Carpentera, Coś.

## Lista utworów
1. "Xtal" – 4:54
2. "Tha" – 9:06
3. "Pulsewidth" – 3:46
4. "Ageispolis" – 5:23
5. "i" – 1:17
6. "Green Calx" – 6:05
7. "Heliosphan" – 4:51
8. "We Are the Music Makers" – 7:43
9. "Schottkey 7th Path" – 5:08
10. "Ptolemy" – 7:10
11. "Hedphelym" – 6:00
12. "Delphium" – 5:26
13. "Actium" – 7:32

## Twórca
- Aphex Twin – syntezator, keyboardy, perkusja, sampler, odkurzacz